# This Could Be Heaven (The Lost 1984 Recordings)
This Could Be Heaven (The Lost 1984 Recordings) — альбом американського рок-гурту 10 Minute Warning, що вийшов у 2021 році.

## Історія
Сіетлський колектив 10 Minute Warning було засновано в 1983 році колишніми учасниками панк-гуртів The Fartz та The Living. Найбільш відомим з них пізніше став Дафф Маккаган, бас-гітарист Guns N' Roses. Проте Маккаган залишив гурт в кінці 1983 року, а вже в 1984 році 10 Minute Recording перетворились на квартет. Гурт був одним з найбільших андеграундних колективів Сіетлу, разом з U-Men. Вони грали музику, що відрізнялась від тогочасного мейнстриму, поєднуючи важкий метал, панк-рок та психоделічний рок. З березня по вересень 1984 року 10 Minute Warning почали записувати пісні для дебютного альбому, проте згодом гурт розпався через проблеми музикантів із наркотиками, і платівка так і не вийшла.
Лише в вересні 2020 року відомий сіетлський продюсер Джек Ендіно вирішив закінчити роботу над платівкою. Він змікшував пісні з оригінальних плівок, отримавши дев'ять композицій: вісім оригінальних пісень 10 Minute Warning та кавер-версію «The Nile Song» Pink Floyd. Альбом отримав назву This Could Be Heaven (The Lost 1984 Recordings) і вийшов на лейблі C/Z Records бас-гітариста 10 Minute Warning Деніела Хауса, який в дев'яності роки грав разом з Ендіно в гурті Skin Yard. Всього було випущено лише 1 000 вінілових примірників платівки.
В огляді нових альбомів на сайті сіетлської радіостанції KEXP-FM 10 Minute Warning назвали одним з найважливіших місцевих гуртів вісімдесятих років. Їхню музику, яку можна почути на цьому майже втраченому альбомі, вважали проміжним етапом між панк-роком вісімдесятих та гранджем дев'яностих років. Музичний директор KEXP Дон Йейтс також звернув увагу на те, що вже у 1984 році «звучання 10 Minute Warning було більш важким і більше психоделічним, аніж у їхніх хардкорних побратимів».

## Список композицій
| #  | Назва                 | Тривалість |
| -- | --------------------- | ---------- |
| 1. | «Stooge»              | 3:12       |
| 2. | «Lights»              | 3:32       |
| 3. | «The Nile Song»       | 4:40       |
| 4. | «Echoes»              | 4:05       |
| 5. | «Woke Up Dreaming»    | 3:32       |
| 6. | «Last Dream»          | 6:37       |
| 7. | «Necropolitan Affair» | 2:59       |
| 8. | «Disraeli»            | 4:36       |
| 9. | «Heaven»              | 6:36       |

## Учасники запису
| 10 Minute Warning - Деніел Хаус — бас-гітара - Грег Гілмор — барабани - Пол Солджер — гітара - Стів Вервольф — вокал | Технічний персонал - Джефф Клейнсміт — артдиректор, дизайнер - Чарльз Петерсон — фотограф - Ліббі Надсон — фотограф - Гаррі Кул — запис - Джек Ендіно — запис, зведення, майстеринг |